# Marek Heinz
Marek Heinz (Olomouc, 4 agosto 1977) è un ex calciatore ceco, di ruolo centrocampista o attaccante.

## Caratteristiche tecniche
Principalmente impiegato come seconda punta, poteva essere impiegato anche come trequartista, ala o punta centrale.

## Carriera

### Club

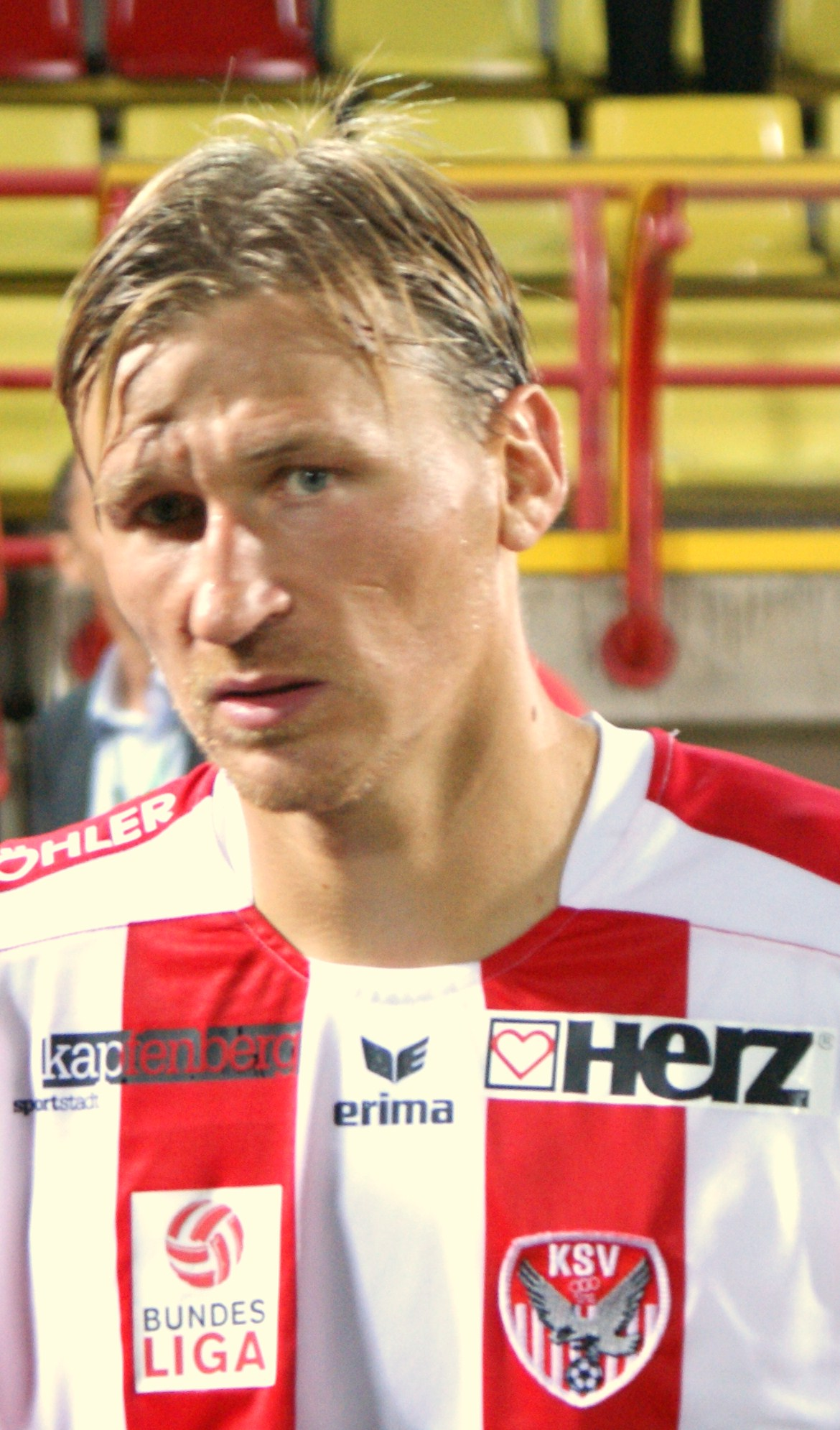
Heinz con la maglia del Kapfenberger

Dopo aver militato nelle giovanili di Sigma Holodany, Sokol Holice, Lokomotiva Olomouc e Sigma Olomouc, nella stagione 1996-1997 ha debuttato tra i professionisti nelle file del Sigma Olomouc. Dopo un periodo all'Atlantic Lázně Bohdaneč, ha militato nelle file del Sigma Olomouc per tre stagioni, totalizzando 66 presenze e 17 reti in campionato. Nel 2000 si è trasferito in Germania, all'Amburgo. Ha militato nelle file dei Dinasaurier per due stagioni e mezzo, totalizzando 6 reti in 64 presenze. Nel gennaio 2003 si è trasferito in prestito all'Arminia Bielefeld, con cui ha totalizzato 14 presenze. Nel luglio 2003 è tornato in patria, trasferendosi al Baník Ostrava. La stagione con il Baník Ostrava è stata particolarmente positiva per Heinz: ha segnato 19 reti in 30 presenze di campionato ed è stato il capocannoniere del torneo. Nell'agosto 2004 è tornato in Germania, al Borussia M'gladbach. Il 31 agosto 2005 si è trasferito in Turchia, al Galatasaray. Ha militato nelle file del club turco per una stagione, totalizzando 24 presenze e 4 reti. Dopo aver rescisso con il Galatasaray, nel settembre 2006 è stato ingaggiato dal Saint-Étienne, club francese. Il 21 agosto 2007 è passato al Nantes. Nel settembre 2008 è tornato in patria, firmando con lo Zbrojovka Brno. Nel 2009 si è trasferito in Austria, al Kapfenberger. Nel luglio 2010 ha firmato un contratto annuale con il Ferencváros. Nella stagione successiva è tornato al Sigma Olomouc. Nel novembre 2012 ha rescisso il proprio contratto. Rimasto svincolato, nel gennaio 2013 è passato allo Znojmo. Ha concluso la propria carriera nel 2016, dopo due esperienze all'1. HFK Olomouc e una in Austria con il Melk.

### Nazionale
Ha debuttato in Nazionale maggiore il 16 agosto 2000, nell'amichevole Rep. Ceca-Slovenia (0-1). Ha messo a segno la sua prima rete con la maglia della Nazionale il 15 novembre 2003, nell'amichevole Rep. Ceca-Canada (5-1), siglando il gol del momentaneo 2-0 al minuto 49. Ha partecipato, con la selezione ceca, agli Europei 2004 e ai Mondiali 2006. È sceso in campo, inoltre, nelle qualificazioni agli Europei 2004 e nelle qualificazioni ai Mondiali 2006. Ha totalizzato, con la selezione ceca, 30 presenze e 5 reti.

## Statistiche

### Presenze e reti nei club
| Stagione                   | Squadra                    | Campionato                 | Campionato | Campionato | Coppe nazionali | Coppe nazionali | Coppe nazionali | Coppe continentali | Coppe continentali | Coppe continentali | Altre coppe | Altre coppe | Altre coppe | Totale | Totale | Totale |
| Stagione                   | Squadra                    | Comp                       | Pres       | Reti       | Comp            | Pres            | Reti            | Comp               | Pres               | Reti               | Comp        | Pres        | Reti        | Pres   | Reti   |        |
| -------------------------- | -------------------------- | -------------------------- | ---------- | ---------- | --------------- | --------------- | --------------- | ------------------ | ------------------ | ------------------ | ----------- | ----------- | ----------- | ------ | ------ | ------ |
| 1996-gen. 1997             | Sigma Olomouc              | 1L                         | 4          | 0          | PCMFS           | ?               | ?               | UEFA               | 0                  | 0                  | -           | -           | -           | 4+     | 0+     |        |
| gen.-giu. 1997             | Atlantic Lázně Bohdaneč    | DL                         | 8          | 0          | PCMFS           | 0               | 0               | -                  | -                  | -                  | -           | -           | -           | 8      | 0      |        |
| 1997-1998                  | Sigma Olomouc              | 1L                         | 23         | 4          | PCMFS           | ?               | ?               | -                  | -                  | -                  | -           | -           | -           | 23+    | 4+     |        |
| 1998-1999                  | Sigma Olomouc              | 1L                         | 28         | 9          | PCMFS           | ?               | ?               | UEFA               | 4                  | 3                  | -           | -           | -           | 32+    | 12+    |        |
| 1999-2000                  | Sigma Olomouc              | 1L                         | 15         | 4          | PCMFS           | 1               | 0               | UEFA               | 2                  | 0                  | -           | -           | -           | 18     | 4      |        |
| Totale Sigma Olomouc       | Totale Sigma Olomouc       | Totale Sigma Olomouc       | 66         | 17         |                 | 1+              | 0+              |                    | 6                  | 3                  |             | -           | -           | 74+    | 20+    |        |
| 2000-2001                  | Amburgo                    | BL                         | 26         | 4          | DFBP            | 2               | 1               | CL+UEFA            | 5+2                | 0+0                | -           | -           | -           | 35     | 5      |        |
| 2001-2002                  | Amburgo                    | BL                         | 16         | 1          | DFBP            | 1               | 0               | -                  | -                  | -                  | -           | -           | -           | 17     | 1      |        |
| 2002-gen. 2003             | Amburgo                    | BL                         | 11         | 0          | DFBP            | 1               | 0               | -                  | -                  | -                  | -           | -           | -           | 12     | 1      |        |
| Totale Amburgo             | Totale Amburgo             | Totale Amburgo             | 53         | 5          |                 | 4               | 1               |                    | 7                  | 0                  |             | -           | -           | 64     | 6      |        |
| gen.-giu. 2003             | Arminia Bielefeld          | BL                         | 14         | 0          | DFBP            | 0               | 0               | -                  | -                  | -                  | -           | -           | -           | 14     | 0      |        |
| 2003-2004                  | Baník Ostrava              | 1L                         | 30         | 19         | PCMFS           | 1               | 0               | -                  | -                  | -                  | -           | -           | -           | 31     | 19     |        |
| giu.-ago. 2004             | Baník Ostrava              | 1L                         | 2          | 0          | PCMFS           | 0               | 0               | CL                 | 1                  | 0                  | -           | -           | -           | 3      | 0      |        |
| Totale Baník Ostrava       | Totale Baník Ostrava       | Totale Baník Ostrava       | 32         | 19         |                 | 1               | 0               |                    | 1                  | 0                  |             | -           | -           | 34     | 19     |        |
| ago. 2004-2005             | Borussia M'gladbach        | BL                         | 20         | 1          | DFBP            | 0               | 0               | -                  | -                  | -                  | -           | -           | -           | 20     | 1      |        |
| giu.-ago. 2005             | Borussia M'gladbach        | BL                         | 3          | 0          | DFBP            | 0               | 0               | -                  | -                  | -                  | -           | -           | -           | 3      | 0      |        |
| Totale Borussia M'gladbach | Totale Borussia M'gladbach | Totale Borussia M'gladbach | 23         | 1          |                 | 0               | 0               |                    | -                  | -                  |             | -           | -           | 23     | 1      |        |
| ago. 2005-2006             | Galatasaray                | SL                         | 18         | 3          | TK              | 4               | 1               | UEFA               | 2                  | 0                  | -           | -           | -           | 24     | 4      |        |
| 2006-2007                  | Saint-Étienne              | L1                         | 28         | 4          | CF+CDLL         | 1+2             | 1+0             | -                  | -                  | -                  | -           | -           | -           | 31     | 4      |        |
| 2007-2008                  | Nantes                     | L2                         | 16         | 1          | CF+CDLL         | 2+2             | 1+1             | -                  | -                  | -                  | -           | -           | -           | 20     | 3      |        |
| 2008-2009                  | Zbrojovka Brno             | 1L                         | 21         | 2          | PCMFS           | 1               | 0               | -                  | -                  | -                  | -           | -           | -           | 22     | 2      |        |
| 2009-2010                  | Kapfenberger               | BL                         | 27         | 5          | OFBC            | 0               | 0               | -                  | -                  | -                  | -           | -           | -           | 27     | 5      |        |
| 2010-2011                  | Ferencváros                | NBI                        | 25         | 7          | MK              | 3               | 0               | -                  | -                  | -                  | -           | -           | -           | 28     | 7      |        |
| 2011-2012                  | Sigma Olomouc              | 1L                         | 20         | 4          | PCMFS           | 4               | 0               | -                  | -                  | -                  | -           | -           | -           | 24     | 4      |        |
| 2012-nov. 2012             | Sigma Olomouc              | 1L                         | 1          | 0          | PCMFS           | 0               | 0               | -                  | -                  | -                  | CSP         | 0           | 0           | 1      | 0      |        |
| Totale Sigma Olomouc       | Totale Sigma Olomouc       | Totale Sigma Olomouc       | 21         | 4          |                 | 4               | 0               |                    | -                  | -                  |             | 0           | 0           | 25     | 4      |        |
| gen.-giu. 2013             | Znojmo                     | DL                         | 12         | 8          | PCMFS           | 0               | 0               | -                  | -                  | -                  | -           | -           | -           | 12     | 8      |        |
| giu.-ott. 2013             | Znojmo                     | 1L                         | 8          | 2          | PCMFS           | 0               | 0               | -                  | -                  | -                  | -           | -           | -           | 8      | 2      |        |
| Totale Znojmo              | Totale Znojmo              | Totale Znojmo              | 20         | 10         |                 | 0               | 0               |                    | -                  | -                  |             | -           | -           | 20     | 10     |        |
| ott. 2013-2014             | 1. HFK Olomouc             | MFL                        | ?          | ?          | PCMFS           | ?               | ?               | -                  | -                  | -                  | -           | -           | -           | ?      | ?      |        |
| 2014-2015                  | Melk                       | 2LWN                       | 19         | 11         | -               | -               | -               | -                  | -                  | -                  | -           | -           | -           | 19     | 11     |        |
| 2015-2016                  | 1. HFK Olomouc             | MFL                        | 19         | 7          | PCMFS           | ?               | ?               | -                  | -                  | -                  | -           | -           | -           | 19+    | 7+     |        |
| Totale carriera            | Totale carriera            | Totale carriera            | 414+       | 96+        |                 | 25+             | 5+              |                    | 16                 | 3                  |             | 0           | 0           | 455+   | 104+   |        |

### Cronologia presenze e reti in nazionale
| Cronologia completa delle presenze e delle reti in nazionale ― Rep. Ceca | Cronologia completa delle presenze e delle reti in nazionale ― Rep. Ceca | Cronologia completa delle presenze e delle reti in nazionale ― Rep. Ceca | Cronologia completa delle presenze e delle reti in nazionale ― Rep. Ceca | Cronologia completa delle presenze e delle reti in nazionale ― Rep. Ceca | Cronologia completa delle presenze e delle reti in nazionale ― Rep. Ceca | Cronologia completa delle presenze e delle reti in nazionale ― Rep. Ceca | Cronologia completa delle presenze e delle reti in nazionale ― Rep. Ceca |
| Data                                                                     | Città                                                                    | In casa                                                                  | Risultato                                                                | Ospiti                                                                   | Competizione                                                             | Reti                                                                     | Note                                                                     |
| ------------------------------------------------------------------------ | ------------------------------------------------------------------------ | ------------------------------------------------------------------------ | ------------------------------------------------------------------------ | ------------------------------------------------------------------------ | ------------------------------------------------------------------------ | ------------------------------------------------------------------------ | ------------------------------------------------------------------------ |
| 16-8-2000                                                                | Ostrava                                                                  | Rep. Ceca                                                                | 0 – 1                                                                    | Slovenia                                                                 | Amichevole                                                               | -                                                                        | 53’                                                                      |
| 28-2-2001                                                                | Skopje                                                                   | Macedonia                                                                | 1 – 1                                                                    | Rep. Ceca                                                                | Amichevole                                                               | -                                                                        | 69’                                                                      |
| 11-10-2003                                                               | Vienna                                                                   | Austria                                                                  | 2 – 3                                                                    | Rep. Ceca                                                                | Qual. Euro 2004                                                          | -                                                                        | 68’                                                                      |
| 12-11-2003                                                               | Teplice                                                                  | Rep. Ceca                                                                | 5 – 1                                                                    | Canada                                                                   | Amichevole                                                               | 1                                                                        | 46’                                                                      |
| 18-2-2004                                                                | Palermo                                                                  | Italia                                                                   | 2 – 2                                                                    | Rep. Ceca                                                                | Amichevole                                                               | -                                                                        | 46’                                                                      |
| 31-3-2004                                                                | Dublino                                                                  | Irlanda                                                                  | 2 – 1                                                                    | Rep. Ceca                                                                | Amichevole                                                               | -                                                                        | 46’                                                                      |
| 28-4-2004                                                                | Praga                                                                    | Rep. Ceca                                                                | 0 – 1                                                                    | Giappone                                                                 | Amichevole                                                               | -                                                                        | 46’                                                                      |
| 2-6-2004                                                                 | Praga                                                                    | Rep. Ceca                                                                | 3 – 1                                                                    | Bulgaria                                                                 | Amichevole                                                               | -                                                                        | 46’                                                                      |
| 6-6-2004                                                                 | Teplice                                                                  | Rep. Ceca                                                                | 2 – 0                                                                    | Estonia                                                                  | Amichevole                                                               | -                                                                        | 36’                                                                      |
| 15-6-2004                                                                | Aveiro                                                                   | Rep. Ceca                                                                | 2 – 1                                                                    | Lettonia                                                                 | Euro 2004 - 1º turno                                                     | 1                                                                        | 57’                                                                      |
| 19-6-2004                                                                | Aveiro                                                                   | Paesi Bassi                                                              | 2 – 3                                                                    | Rep. Ceca                                                                | Euro 2004 - 1º turno                                                     | -                                                                        | 62’                                                                      |
| 23-6-2004                                                                | Lisbona                                                                  | Germania                                                                 | 1 – 2                                                                    | Rep. Ceca                                                                | Euro 2004 - 1º turno                                                     | 1                                                                        |                                                                          |
| 27-6-2004                                                                | Porto                                                                    | Rep. Ceca                                                                | 3 – 0                                                                    | Danimarca                                                                | Euro 2004 - Quarti di finale                                             | -                                                                        | 71’                                                                      |
| 18-8-2004                                                                | Praga                                                                    | Rep. Ceca                                                                | 0 – 0                                                                    | Grecia                                                                   | Amichevole                                                               | -                                                                        | 46’                                                                      |
| 8-9-2004                                                                 | Amsterdam                                                                | Paesi Bassi                                                              | 2 – 0                                                                    | Rep. Ceca                                                                | Qual. Mondiali 2006                                                      | -                                                                        | 56’                                                                      |
| 9-10-2004                                                                | Praga                                                                    | Rep. Ceca                                                                | 1 – 0                                                                    | Romania                                                                  | Qual. Mondiali 2006                                                      | -                                                                        |                                                                          |
| 13-10-2004                                                               | Erevan                                                                   | Armenia                                                                  | 0 – 3                                                                    | Rep. Ceca                                                                | Qual. Mondiali 2006                                                      | -                                                                        | 69’                                                                      |
| 17-11-2004                                                               | Skopje                                                                   | Macedonia                                                                | 0 – 2                                                                    | Rep. Ceca                                                                | Qual. Mondiali 2006                                                      | -                                                                        | 16’                                                                      |
| 9-2-2005                                                                 | Celje                                                                    | Slovenia                                                                 | 0 – 3                                                                    | Rep. Ceca                                                                | Amichevole                                                               | -                                                                        | 24’ 46’                                                                  |
| 17-8-2005                                                                | Göteborg                                                                 | Svezia                                                                   | 2 – 1                                                                    | Rep. Ceca                                                                | Amichevole                                                               | -                                                                        | 78’                                                                      |
| 3-9-2005                                                                 | Costanza                                                                 | Romania                                                                  | 2 – 0                                                                    | Rep. Ceca                                                                | Qual. Mondiali 2006                                                      | -                                                                        | 75’                                                                      |
| 7-9-2005                                                                 | Olomouc                                                                  | Rep. Ceca                                                                | 4 – 1                                                                    | Armenia                                                                  | Qual. Mondiali 2006                                                      | 1                                                                        |                                                                          |
| 8-10-2005                                                                | Praga                                                                    | Rep. Ceca                                                                | 0 – 2                                                                    | Paesi Bassi                                                              | Qual. Mondiali 2006                                                      | -                                                                        | 67’                                                                      |
| 12-10-2005                                                               | Helsinki                                                                 | Finlandia                                                                | 0 – 3                                                                    | Rep. Ceca                                                                | Qual. Mondiali 2006                                                      | 1                                                                        |                                                                          |
| 12-11-2005                                                               | Oslo                                                                     | Norvegia                                                                 | 0 – 1                                                                    | Rep. Ceca                                                                | Qual. Mondiali 2006                                                      | -                                                                        | 79’                                                                      |
| 1-3-2006                                                                 | Smirne                                                                   | Turchia                                                                  | 2 – 2                                                                    | Rep. Ceca                                                                | Amichevole                                                               | -                                                                        | 68’                                                                      |
| 30-5-2006                                                                | Jablonec nad Nisou                                                       | Rep. Ceca                                                                | 1 – 0                                                                    | Costa Rica                                                               | Amichevole                                                               | -                                                                        |                                                                          |
| 3-6-2006                                                                 | Praga                                                                    | Rep. Ceca                                                                | 3 – 0                                                                    | Trinidad e Tobago                                                        | Amichevole                                                               | -                                                                        | 61’                                                                      |
| 22-6-2006                                                                | Norimberga                                                               | Rep. Ceca                                                                | 0 – 2                                                                    | Italia                                                                   | Mondiali 2006 - 1º turno                                                 | -                                                                        | 78’                                                                      |
| 15-11-2006                                                               | Praga                                                                    | Rep. Ceca                                                                | 1 – 1                                                                    | Danimarca                                                                | Amichevole                                                               | -                                                                        | 46’                                                                      |
| Totale                                                                   |                                                                          | Presenze                                                                 | 30                                                                       |                                                                          | Reti                                                                     | 5                                                                        |                                                                          |

## Palmarès

### Club

#### Competizioni nazionali
- Campionato ceco: 1

Banik Ostrava: 2003-2004
- Campionato turco: 1

Galatasaray: 2005-2006
- Coppa della Repubblica Ceca: 1

Sigma Olomouc: 2011-2012

### Individuale
- Capocannoniere del Gambrinus Liga: 1

2003-2004 (19 gol)